# 719 Albert
719 Albert (mednarodno ime je tudi 719 Albert) je asteroid tipa S (po SMASS) v glavnem asteroidnem pasu. Asteroid prečka tudi tirnico Marsa, spada med amorska asteroide.

## Odkritje
Asteroid je odkril avstrijski astronom Johann Palisa 3. oktobra 1911 na Dunaju . Imenuje se po enem izmed dobrotnikov, ki so pomagali observatoriju na Dunaju, Salomonu von Rothschildu, ki je umrl nekaj mesecev pred odkritjem. Zaradi nenatančnosti v izračunu tirnice, so asteroid »izgubili« in ga niso več našli do leta 2000. Takrat ga je ponovno našel Jeffrey Larsen v okviru projekta Spacewatch . Ko so ga ponovno našli, so mislili, da je to nov asteroid in so mu dali začasno ime 2000 JW8 . Asteroid Albert je bil zadnji izgubljeni oštevilčeni asteroid. Po novejših izračunih so ugotovili, da je njegova obhodna doba 4,23 let in ne 4,1 let. To je bil tudi osnovni vzrok za »izgubo« asteroida .

## Lastnosti
Asteroid Albert obkroži Sonce v 4,26 letih. Njegova tirnica ima izsrednost 0,552 nagnjena pa je za 11,555° proti ekliptiki. Njegov premer je 2,4 km, okoli svoje osi se zavrti v 5,802 h . 
Večino podatkov o asteroidu so pridobili po ponovnem odkritju. Leta 2001 se je gibal blizu Zemlje in so ga lahko opazovali pri različnih faznih kotih. Pri tem so izračunali tudi njegov čas vrtenja okoli osi (5,802 ur). Predpostavili so tudi, da ima albedo okoli 0,12 in magnitudo 15,43, kar je dalo za njegov premer okoli 2,8 km .
Druga skupina opazovalcev je uporabila magnitudo 15,8 in albedo 0,15, kar pa je za premer dalo 2,4 km .
Z uporabo Teleskopa Hale so R. P. Binzel in sodelavci ocenili, da pripada asteroidom tipa S .